# 146P/Shoemaker-LINEAR
Pour les articles homonymes, voir Shoemaker.
146P/Shoemaker-LINEAR est une comète qui a été co-découverte par les télescopes de 1 mètre du programme Lincoln Near-Earth Asteroid Research (LINEAR) à Socorro.